# An Cầu
An Cầu là một xã thuộc huyện Quỳnh Phụ, tỉnh Thái Bình, Việt Nam.

## Địa lý
Xã An Cầu nằm ở phía đông bắc của huyện Quỳnh Phụ, giáp với huyện Vĩnh Bảo, Hải Phòng. Phía bắc giáp với xã An Thái, phía tây giáp với xã An ẤP, phía nam giáp với xã An Quý, phía đông nam giáp với xã An Ninh, phía đông bắc giáp với sông Hoá.

## Hành chính
Xã có 4 thôn là thôn Trung Châu đông, thôn Trung Châu tây, thôn Tư Cương và thôn Lương Cầu.

## Kinh tế
Kinh tế: chủ yếu là nông nghiệp, bên cạnh đó đã phát triển thêm các nghề phụ như: mây tre đan xuất khẩu, làm giấy tiền, làm bánh đa...